# 永珹
永珹（1739年2月21日—1777年4月5日），愛新覺羅氏，清朝皇子，乾隆帝之第四子。

## 生平
乾隆四年 (1739年) 正月十四日卯时，在碧桐書院出生，生母为淑嘉皇贵妃金佳氏（时为嘉嫔）。大連圖書館藏清代内務府檔案記載，在乾隆四年十一月的皮庫月摺，廣儲司總管六庫事務郎中邁格等文開稱碧桐書院阿哥嬤嬤奶母照例，賞銀七十九兩。
乾隆二十八年十一月，奉旨承继允祹之嗣，袭爵履郡王。
乾隆三十三年三月初二日，著四阿哥管理御書處武英殿事務。乾隆三十五年正月初八日，著四阿哥管理雍和宮事務，同年四阿哥借祀神為名，一日未進書房，師傅候補翰林侍讀學士汪永錫等員被罰俸，而尹繼善等員則被寬免罰俸。
乾隆四十二年 (1777年) 二月十八日，著四阿哥去圓明園養病，二月二十八日辰时薨逝，終年三十九歲，諡曰端。乾隆帝著派八阿哥永璇穿孝，並且与金简一起办理丧仪，所有一切典礼加恩照亲王仪注行。
嘉慶四年三月，嘉慶帝下旨稱永珹「向在上書房，友於肫篤，且學問才藝俱優」，如非英年早逝，乾隆帝早已加封為親王，故追贈為親王。

## 家庭
妻妾
- 原配福晉鈕祜祿氏，總督阿里袞之女。乾隆十六年十二月初七日，著指婚給四阿哥[7][8]。
- 嫡福晋伊尔根觉罗氏，和硕额驸福增额之次女。乾隆十八年八月初六日，福僧額奏請借十年俸銀及養廉銀，以辦理女兒與四阿哥的婚事[9]。
- 侧福晋完颜氏，《女孫直檔》亦記為王佳氏。内务府總管公义之女，生三子二女。原無品級，乾隆四十六年闰五月谕曰：「绵惠生母尚无品级，现在四阿哥福晋亦故，著加恩封为侧福晋」。
- 侍女高氏，五十九之女，生一女。
- 妾夏氏，生一子。
- 妾张氏，生一子。

儿子
- 第一子，追封多罗履郡王绵惠，乾隆二十九年九月二十五日亥时生，生母侧福晋完颜氏。嘉庆元年八月六日亥时去世，當時三十三岁。過繼永瑆之孫奕纶為嗣。
- 第二子，乾隆三十一年四月二十三日未时生，母侧福晋完颜氏。當年十月二十九日丑时夭亡。
- 第三子，乾隆三十二年八月十八日酉时生，母侧福晋完颜氏。三十四年十一月五日辰时夭亡，虛齡三歲。
- 第四子，乾隆三十六年五月初十日生，母侧福晋完颜氏。當月夭亡。
- 第五子，乾隆四十年四月三十日未时生，母妾夏氏，當年夭亡。
- 第六子，乾隆四十四年九月十四日生，母妾张氏，當日夭亡。

女兒
- 第一女：乾隆三十一年六月二十二日寅时，使女高氏五十九之女所出，本年十二月二十九日未时卒。

- 第二女：县主，乾隆三十四年九月初十日未时，侧福晋王佳氏，内务府总管公義之女所出，乾隆四十六年闰五月，选喀勒甲斯氏阿拉善和硕亲王罗布藏多尔济之子旺沁巴穆巴尔为额驸，乾隆五十年正月成婚。县主于乾隆五十二年五月二十日酉时卒。

- 第三女：县主，乾隆四十一年七月初七日子时，侧福晋王佳氏所出，乾隆五十六年十二月，选敖汉公纳穆扎勒多尔济为额驸。乾隆五十六年二月成婚。（该条有误，成婚与指婚时间矛盾）

## 影视作品
- 電視劇

| 年份 | 劇名     | 演員                                       | 剧中姓名      | 劇中稱謂 |
| 2018 | 延禧攻略 | 方洋飛                                     | 愛新覺羅·永珹 | 四阿哥   |
| 2018 | 如懿傳   | 荣梓杉（幼年） 胡先煦（少年） 安杰（成年） | 愛新覺羅·永珹 | 四阿哥   |